# Люфтетари
«Люфтетари» — албанский футбольный клуб из города Гирокастра, выступающий в Суперлиге Албании. Домашние матчи проводит на стадионе «Суби Бакири», вмещающем 8 500 зрителей.

## Хронология названия клуба
- «Шкипонья» (1930—1949 гг.)
- «Гирокастра» (1949—1951 гг.)
- «Пуна» (1951—1958 гг.)
- «Люфтетари» (1958—1992 гг.)
- «Шкипонья» (1992—2002 гг.)
- «Люфтетари» (с 2002 года)

## История
Клуб основан в 1930 году. Дебютировал в высшей лиге чемпионата Албании в сезоне 1940. Наивысшим достижением в чемпионатах Албании является второе место в сезоне 1977/78. Выходил в полуфинал кубка Албании в сезонах 1952, 1967/68, 1981/82 и 1986/87. В сезоне 2012/13 команда вновь выступит в сильнейшей лиге Албании.

## Достижения
- Вице-чемпион Албании: 1977/78